# ديك وركمان
ديك وركمان (بالإنجليزية: Dick Workman) هو مجدف بريطاني، ولد في 1938.